# Magalang
Magalang é um município de  primeira classe de renda municipal (d) na província A Pampanga, nas Filipinas. De acordo com o censo de 1 de maio  de  2020 possui uma população de 124 188 pessoas e 28 072 domicílios.